# Ralf Wengenmayr
Ralf Wengenmayr (* 7. April 1965 in Augsburg) ist ein deutscher Filmkomponist.

## Leben
Ralf Wengenmayr wurde 1965 in Augsburg geboren. Ab 1981 studierte er Klavier und Komposition an der Universität Augsburg. Von 1984 bis 1994 war er als Solo- und Barpianist in ganz Deutschland tätig. Seit 1989 schreibt und bearbeitet Wengenmayr Musik für Film und Werbung. Er schrieb unter anderem die Musik zu Michael „Bully“ Herbigs Der Schuh des Manitu und die Augsburger Puppenkiste. Für seine Arbeit an Herbigs Kinderfilm Wickie und die starken Männer wurde er 2010 für den Deutschen Filmpreis nominiert.

## Filmografie
- 1994: Once in a lifetime
- 1994: Die Augsburger Puppenkiste – Der Raub der Mitternachtssonne
- 1995: Unter Druck
- 1995: Botschaft der Bilder
- 1995: Alle meine Töchter
- 1997: Tod im Paradies
- 1997: Der Regengott
- 1997: OP ruft Dr. Bruckner
- 1998: Midnight Flight
- 1998: Jimmy the Kid
- 1999: Bergkristall – Verirrt im Schnee
- 1999: Familie gesucht
- 2000: Zwischen Liebe und Leidenschaft
- 2000: Erkan & Stefan
- 2001: Feuer, Eis und Dosenbier
- 2001: Der Schuh des Manitu
- 2001: Legion of the Dead
- 2001: Jetzt bringen wir unsere Männer um
- 2002: Crazy Race
- 2002: Erkan und Stefan – Gegen die Mächte der Finsternis
- 2004: (T)Raumschiff Surprise – Periode 1
- 2004: Crazy Race 2 – Warum die Mauer wirklich fiel
- 2005: Sterne über Madeira (Teil 1+2)
- 2005: Papa und Mama
- 2005: Es ist ein Elch entsprungen
- 2006: Eine Krone für Isabell
- 2006: Mein alter Freund Fritz
- 2007: Lissi und der wilde Kaiser
- 2008: Bella Block: Falsche Liebe
- 2008: Gonger – Das Böse vergisst nie
- 2009: Wickie und die starken Männer
- 2010: Gonger 2 – Das Böse kehrt zurück
- 2011: Wickie auf großer Fahrt
- 2011: Hotel Lux
- 2013: Buddy
- 2014: Love, Rosie – Für immer vielleicht
- 2015: Gespensterjäger – Auf eisiger Spur
- 2017: Bullyparade – Der Film
- 2018: Jim Knopf und Lukas der Lokomotivführer
- 2018: Ballon
- 2020: Jim Knopf und die Wilde 13
- 2021: Der Boandlkramer und die ewige Liebe
- 2022: Tausend Zeilen
- 2025: Das Kanu des Manitu

## Auszeichnungen
- 1989: Erster Preis, German Film Music Contest
- 1991: Ernst Fischer Award
- 1992: Paul Woitschach Award
- 2011: Marc’Aurelio Jury Award / Best Original Score für Hotel Lux (6. Internationales Filmfestival Rom)